# Solariola mariaetheresiae
Solariola mariaetheresiae (лат.) — вид жуков-долгоносиков рода Solariola из подсемейства Entiminae. Назван в честь Maria Teresa Bellò (внучки одного из авторов, Bellò).

## Распространение
Встречаются в Италии, Калабрия (Vibo Valentia, Le Serre Mountains), на высоте от 500 до 1050 м.

## Описание
Жуки-долгоносики мелкого размера с узким телом, длина от 2,35 до 3,00 мм, ширина надкрылий 1 мм, длина рострума от 0,35 до 0,50 мм, ширина до 0,35 мм. От близких видов отличается короткими и коренастыми передними голенями, мелкими размерами узкого тела, надкрыльями с крупными пунктурами, красновато-коричневым оттенком кутикулы. Основная окраска тела коричневая. Усики 11-члениковые булавовидные (булава из трёх сегментов). Глаза редуцированные. Скутеллюм очень мелкий. Коготки лапок одиночные. Встречаются в песчаных почвах. Предположительно ризофаги.

## Таксономия
Впервые был описан в 2019 году итальянскими энтомологами Чезаре Белло (Cesare Bello, Верона, Италия), Джузеппе Озелла (Giuseppe Osella, Верона) и Козимо Бавьера (Cosimo Baviera, Messina University, Мессина). По признаку менее коренастого тела (соотношение длины и ширины надкрылий EL/EW = около 2,00) и отсутствию на пронотуме специализированных щетинок (echinopappolepida) включают в состав видовой группы Solariola paganettii трибы Peritelini (или Otiorhynchini).